# Теренцо
Терѐнцо (на италиански: Terenzo, на местен диалект Trènz, Търенц) е село и община в северна Италия, провинция Парма, регион Емилия-Романя. Разположено е на 541 m надморска височина. Населението на общината е 1239 души (към 2010 г.).